# Turnaround
I företagsekonomiska sammanhang används turnaround som en term för att beskriva en förändring av ett företags ekonomiska utveckling då det går från att göra förluster till att göra vinst.